# 閉じられた庭

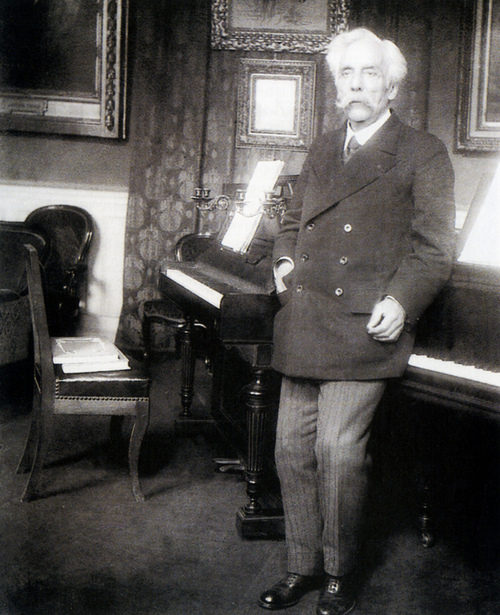
フォーレ

『閉じられた庭』（とじられたにわ、フランス語: Le jardin clos）作品106は、ガブリエル・フォーレが1914年の7月から11月にかけて作曲した8曲からなる歌曲集（連作歌曲）である。ベルギーの象徴派の詩人シャルル・ヴァン・レルベルグの詩集『瞥見』（“Entrevisions”、1898年発表）を基に作曲した。

## 概要
全曲の初演は1915年1月28日、コンセール・カゼッラ（Concert Casella）にて、クレール・クロワザとフォーレ自身のピアノによる。楽譜は1915年にデュラン社から出版された。
69歳のフォーレは7月にドイツの温泉地であるバート・エムスへ行き、休暇を利用して、耳の治療を受けながら、作曲を始めた。ところが、8月に第一次世界大戦が勃発した。大変な困難に会いながら、ジュネーブ経由でフランスに戻り、その後、南フランスのポーへ旅を続けながら作曲した。秋にパリに戻った時には本作は完成していた。苦難の中で書かれた曲ではあるが、作品は飽くまで明澄で、素朴で、内省的で戦争の影は見られない。

## 音楽的特徴

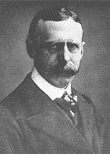
シャルル・ヴァン・レルベルグ

ネクトゥーによれば「本作の中には、調性の明確な構造と言ったものは見当たらない。この作品は完全五度（ハ音―ト音）を軸として書かれており、さらにその真ん中の音（ホ音）に重点が置かれながら構成れている。テンポは全体にゆったりとしていて、対称をなす2つのアレグロの曲（第３曲と第７曲）が存在する。とりわけ、注目すべきは、最後の曲を除くと、すべて長調で書かれているという点である」。「レルベルグの詩には一様に女性の香りが漂っているが、そこからは何か夢幻的なものも感じられる。それはベルギーの象徴派の画家フェルナン・クノップフの同時期の作品に見られるような荘重で、神秘的で、そして、儚い印象を与えるものなのだ。」－中略－「ヴァン・レルベルグの『瞥見』の中では、フォーレはまず何よりも象徴主義的な恋愛感情の表現法、つまりときめいていながら間接的で漠としていながら大胆な表現法に目をとめている。フォーレがこれほどまでに原文の詩的な雰囲気に忠実であったことは滅多にない。「私はお前の心に身を委ねよう」の中に見られる人間的な優しさはフォーレの作品の中でも異例の部類に属する優れた特性を示しているが、また第5曲の「ニンフの神殿で」における女性の出現――恋人か、それともステンドグラスの聖母か――を取り巻く神秘的な雰囲気に関しても同様のことが言える。この連作歌曲の中で最も美しい後者からはゆったりとした和音の連打音と詩篇朗唱風の様式とそして、フォーレが最も崇高なインスピレーションを表現する場合に用いる調性である変ニ長調の響きが聞こえてくる。一方、第2曲の「あなたが私の眼に入る時」に見られる大胆な官能性は、ピアノの伴奏部に効果的な不協和音（七度と長二度）が用いられることによって強調されている」。「他面、韻律の方は通常よりも原文の自然な朗唱に近づいた形で形成されており、原詩に従って柔軟な形式をとりながら、切分法を繰り返している。また、和声の方も多くの場合、澄んだ響きが使用されている一方で、控え目な半音階によって活気づけられていたり、時にはそれが全音音階の進行に大胆に結びついていたりもしている。そして、とりわけ後者の場合には、調性が突如として覆されることもある」。
ジャンケレヴィッチによれば「本作では調号のフラットは取り除かれている。『2つの歌』作品83（「牢獄」と「夕暮れ」）において3⁄4拍子で歌の声部を支えていた12個の16分音符に代わって、フォーレは相応しい、透明でどこまでも簡素な8つの8分音符を並べている。歌の声部は結局のところ「夕暮れ」とほぼ同じ曲線を描くが音はもっとまばらである。平明な調、楽想の明快さ、和声の輝かしい率直さ、ピアノパートの織地の極端な薄さ、こうしたすべてが、この音楽の物質性を希薄にさせている。小節線の間にはもはや重さの無い、薄められた、純粋に精神的な実体しかなく、その希薄さが極限まで推し進められている」。

## 楽曲構成
- 第1曲 願いの成就、"Exaucement"、アレグレット、ハ長調

- 第2曲 あなたが私の眼に入る時、"Quand tu plonges tes yeux dans mes yeux"、アンダンテ・モデラート、ヘ長調

- 第3曲 使いの女、" La messagère"、アレグロ、ト長調

- 第4曲 私はお前の心に身を委ねよう、"Je me poserai sur ton cœur"、アレグレット・モデラート、変ホ長調

- 第5曲 ニンフの神殿で、"Dans la nymphée"、アンダンテ・モルト・モデラート、変ニ長調

- 第6曲 薄明かりの中で、"Dans la pénombre"、アレグレット・モデラート、ホ長調

- 第7曲 私には大切なのです、"Il m'est cher, amour, le bandeau"、アレグロ、ヘ長調

- 第8曲 砂の上の墓碑銘 "Inscription sur le sable"、アンダンテ・クワジ・アダージョ、ホ短調

。

## 演奏時間
約15分。